# Скоке
Скоке (словен. Skoke) су насељено место у општини Миклавж на Дравскем Пољу, Подравска регија, Словенија.

## Историја
Јован Цвијић је писао да су ово српско село 1555. основале три ускочке фамилије: Алексић, Дојчин и Вукмир. Назив села је од речи ускок. До територијалне реорганизације у Словенији било је у саставу старе општине Марибор.

## Становништво
У попису становништва из 2011. године, Скоке је имало 967 становника.
| Број становника према пописима | Број становника према пописима | Број становника према пописима |
| ------------------------------ | ------------------------------ | ------------------------------ |
| 1991                           | 2002                           | 2011                           |
| 753                            | 812                            | 967                            |